# Володина, Людмила Мильтоновна
Людмила Мильтоновна Володина (род. 7 февраля 1945, пос. Тугулым, Свердловская область) — юрист-криминолог, специалист по проблемам защиты прав личности в уголовном процессе; выпускница юридического факультета Томского государственного университета (1971), доктор юридических наук с диссертацией о механизмах обеспечения прав личности в российском уголовном процессе (2000); профессор и заведующая кафедрой уголовного процесса и криминалистики в Тюменском государственном университете.

## Работы
Людмила Володина является автором и соавтором более 90 научных публикаций, включая несколько монографий; она специализируется, в основном, на проблемах уголовного судопроизводства и вопросах соблюдения прав человека:
- «Прекращение уголовных дел по нереабилитирующим основаниям в стадии предварительного расследования» (1986) (в соавторстве с А. С. Барабашем);
- «Механизм защиты прав личности в уголовном процессе» (1999).
- Уголовное судопроизводство: право на справедливую и гласную судебную защиту / Л. М. Володина, А. Н. Володина. — Москва : Юрлитинформ, 2010. — 230 с.; 21 см. — (Библиотека криминалиста).; ISBN 978-5-93295-582-6
- Назначение уголовного судопроизводства и проблемы его реализации : монография / Л. М. Володина. — Москва : Юрлитинформ, 2018. — 289 с.; 21 см. — (Уголовный процесс).; ISBN 978-5-4396-1576-6 : 3000 экз.
- Актуальные проблемы уголовного судопроизводства : научно-практическое пособие / Л. М. Володина. — Москва : Юрлитинформ, 2020. — 325 с. — (Уголовный процесс).; ISBN 978-5-4396-1947-4 : 3000 экз.